# Roger Mortimer, 4. Earl of March
Roger Mortimer, 4. Earl of March, 6. Earl of Ulster, (* 11. April 1374; † 20. Juli 1398) war der Sohn von Edmund Mortimer, 3. Earl of March, und Philippa of Clarence, 5. Countess of Ulster. Sein Bruder war Sir Edmund Mortimer.

## Verwandtschaft und Thronanwärter
Über seine Mutter ist Roger der älteste Enkel von Lionel of Antwerp, 1. Herzog von Clarence, dem zweitältesten Sohn Eduards III. Da König Richard II., Sohn des ältesten Bruders Lionels, Edward of Woodstock, kinderlos bleibt, erhebt er schließlich 1386 seinen Vetter zum Thronfolger.

## Erbe, Titel und Ehe
Bereits mit sieben Jahren beerbt Roger 1381 seine Eltern und verfügt nun neben den Earlswürden von March und Ulster über beträchtliche Ländereien in Wales. Als königliches Mündel wird er in die Obhut Thomas Holland, 2. Earl of Kent (Haus Holland), und Halbbruder Richards II., gegeben. Noch im gleichen Jahr erhält er den Titel des Lord Lieutenant of Ireland, flankiert von seinem Onkel Sir Thomas Mortimer.
1388 heiratet Roger die Tochter des Earl of Kent, Eleanor Holland.

## Politischer Werdegang
1394 werden die Widerstände in Irland gegenüber der englischen Oberhoheit immer erkennbarer. Richard II. reist, begleitet von Roger in seiner Rolle als Lord Lieutenant of Ireland, auf die Nachbarinsel, um größere Konflikte und Rebellionen zu vermeiden. Richard II. und Roger treten moderat und verhandlungsbereit auf, so dass tatsächlich vorübergehend größere kriegerische Akte verhindert werden können, doch sind die Erfolge nicht von Dauer.
In England erlangt der junge Earl durch sein für seinen hohen Rang eher zurückhaltendes Wesen eine beachtliche Popularität, wiewohl er die zum Ende der Regierungszeit immer stärker werdenden Anzeichen des Despotismus Richards II. nicht bekämpft. In die Auseinandersetzungen zwischen den ehemaligen Lords Appellant ab 1397, insbesondere zwischen Thomas of Woodstock, 1. Herzog von Gloucester, Thomas Mowbray, Earl of Nottingham, und Henry Bolingbroke, die schließlich zum Sturz des Königs führen werden, ist er nicht aktiv verwickelt.
1398 fällt Roger in einem gewaltsamen Konflikt mit dem O’Byrnes und dem O’Tooles bei Kellistown. Er ist in der Wigmore Abtei, bei Wigmore, Herefordshire begraben.

## Nachkommen
Der Ehe mit Eleanor Holland entstammen drei Kinder:
- Anne Mortimer (* 1390; † 1411) ⚭ Richard of Conisburgh, 1. Earl of Cambridge, Großmutter von Eduard IV. und Richard III.
- Edmund Mortimer, 5. Earl of March (* 1391; † 1425), ⚭ Anne Stafford, Tochter von Edmund Stafford, 5. Earl of Stafford und Anne of Gloucester
- Roger Mortimer

## Weblink
- Personendaten (englisch)

| Vorgänger            | Amt                      | Nachfolger      |
| -------------------- | ------------------------ | --------------- |
| Edmund Mortimer      | Earl of March 1381–1398  | Edmund Mortimer |
| Philippa of Clarence | Earl of Ulster 1382–1398 | Edmund Mortimer |

| Personendaten    | Personendaten                                                       |
| ---------------- | ------------------------------------------------------------------- |
| NAME             | Mortimer, Roger, 4. Earl of March                                   |
| ALTERNATIVNAMEN  | March, Roger Mortimer 4. Earl of; Ulster, Roger Mortimer 6. Earl of |
| KURZBESCHREIBUNG | englischer Adliger                                                  |
| GEBURTSDATUM     | 11. April 1374                                                      |
| STERBEDATUM      | 20. Juli 1398                                                       |